# Mary Nevill
Mary Nevill, född den 12 mars 1961 i Gawsworth, Storbritannien, är en brittisk landhockeyspelare.
Hon tog OS-brons i damernas landhockeyturnering i samband med de olympiska landhockeytävlingarna 1992 i Barcelona.